# 梶原凪
梶原 凪（かじはら なぎ、2000年4月21日 - ）は、日本の女優、タレント。岡山県出身。所属事務所はHUGプロエンターテイメント（業務提携：エイジアプロモーション）。

## 経歴
2013年春にHUGプロエンターテイメントの新アイドルユニットCKC（シ―ケーシー、後にDearly（ディアリー）に改名）のメンバーとしてデビュー。
2015年12月、Dearlyを卒業。高校受験を経て、2016年春からモデル・タレント活動を開始。
2017年8月20日、歌手としてワンマンライブを開催。
2019年、高校卒業後に女優への道を目指し上京。

## 出演

### 映画
- 藍に響け（2021年5月21日、アンプラグド） - 大橋なぎ 役

### バラエティ番組
- 美少女クエスト（2018年11月16日＆23日、フジテレビ）
- それって!?実際どうなの課（2019年10月30日[4][5][6]・11月27日[7]・12月18日[8]、2020年2月5日[9]・6月24日[10][11]・9月16日[12]・12月16日[13]・2021年3月24日[14][15]、2022年3月23日、中京テレビ・日本テレビ系）

### 舞台
- 劇団TEAM-ODAC第33回本公演 『キクネ〜僕らに出来ること〜』　生井フミカ役 （2019年12月13日 - 12月23日、草月ホール）

### CM
- 岡山理科大学経営学部（2016年）
- 日本エネルギー総合システム「eco電力」（2019年）[16]
- 岡山城（2021年11月22日公開）[17]

### 広告
- 岡山県青少年非行防止推進大使（2016年、2017年）
- 岡山木村屋×梶谷食品コラボ商品「バナシガ」（2018年）
- 明石スクールユニフォームカンパニー（AKASHI S.U.C.）（2018年）[18]
- 「月刊タウン情報おかやま」創刊500号記念特別企画“500ヶ月の恋人”（2018年）
- 「岡山弁ｄｅプロポーズ！」、第1話「シェフと看板娘」第2話「卒業式のおまじない」（2018年）[19][20]
- L.PROJECT（2020年）[21]

### MV
- the shes gone「Make my day」（2021年10月26日）[22][23]